# Premio Internacional José Martí
El Premio Internacional José Martí es entregado por la Unesco cada dos años a las personas que han contribuido de forma destacada en su labor para integrar a los países de América Latina y el Caribe, o en su labor por preservar las identidades, tradiciones culturales y valores históricos de dichos países. Lleva el nombre de José Martí, autor intelectual de la independencia de Cuba y referente de la integración latinoamericana.

## Historia
Por iniciativa de la República de Cuba, el Consejo Ejecutivo de la Unesco instituyó este reconocimiento en noviembre de 1994.

### Galardonados
Han sido galardonados hasta la fecha:
- 1995, Celsa Albert Batista, de la República Dominicana.
- 1999, Oswaldo Guayasamín, de Ecuador, póstumo. Ese mismo año se entregó una mención de honor a Milagros Palma de Nicaragua y al haitiano-canadiense Georges Anglade.
- 2003, Pablo González Casanova, de México.
- 2005, Hugo Chávez Frías, de Venezuela.
- 2009, Atilio Borón, de la Argentina.[3]
- 2013, Frei Betto, de Brasil.[4]
- 2016, Alfonso Herrera Franyutti, de México.
- 2019, Roberto Fernández Retamar, de Cuba.